# Velîke, Romnî
Velîke (în ucraineană Велике) este un sat în comuna Zaruddea din raionul Romnî, regiunea Sumî, Ucraina.

## Demografie
Componența lingvistică a localității Velîke
     Ucraineană (100%)
Conform recensământului din 2001, toată populația localității Velîke era vorbitoare de ucraineană (100%).